# جنگل ملی دیشوت
جنگل ملی دیشوت (به انگلیسی: Deschutes National Forest) یک جنگل ملی در آمریکا است.
مساحت این جنگل ۷۳۰۰ کیلومتر مربع است و در ایالت اورگن گسترده است.

## نگارخانه

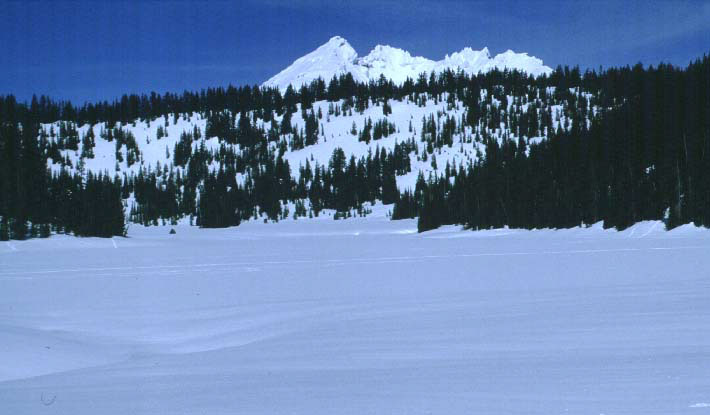
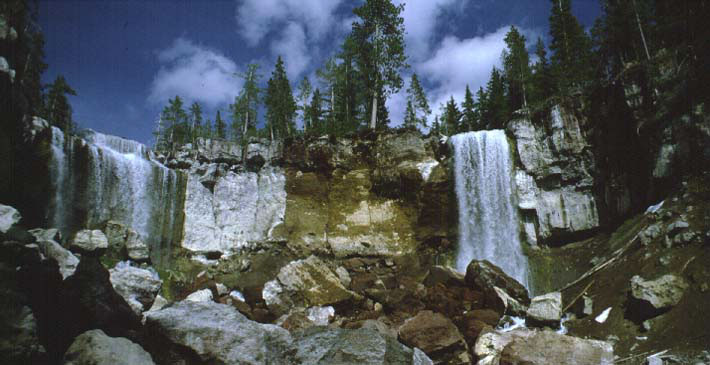
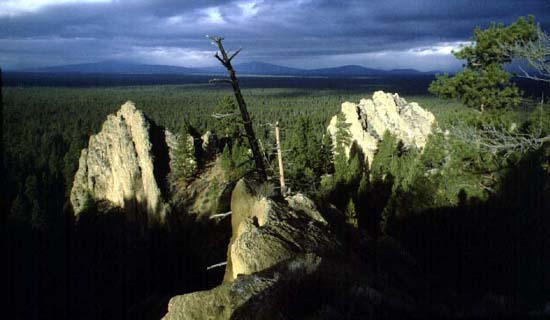
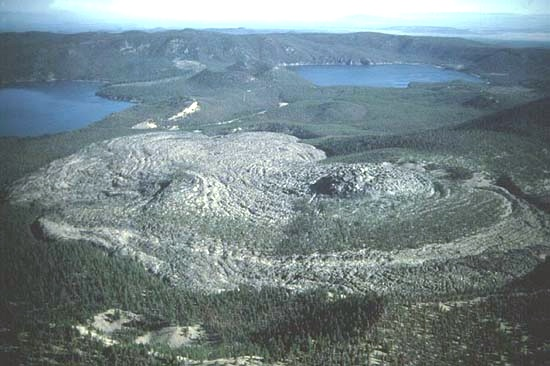
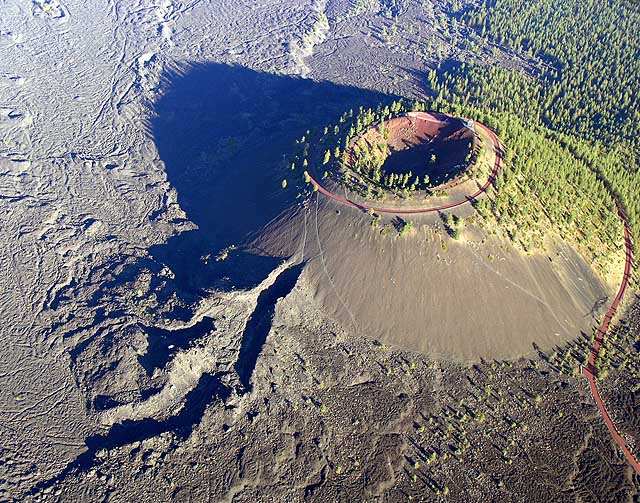
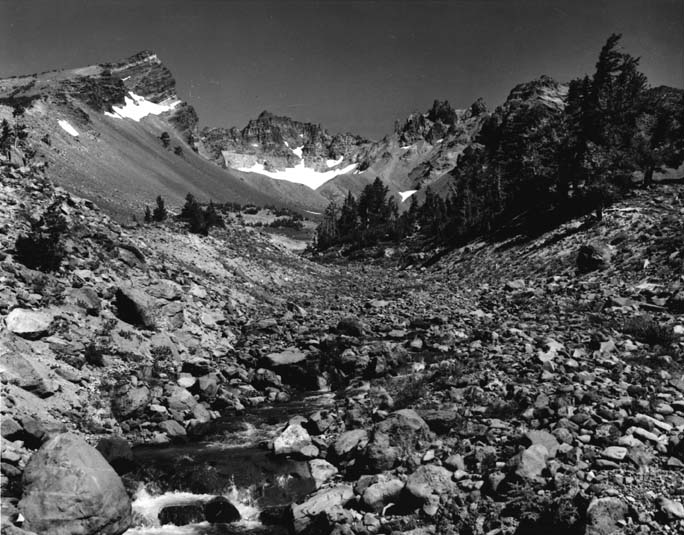
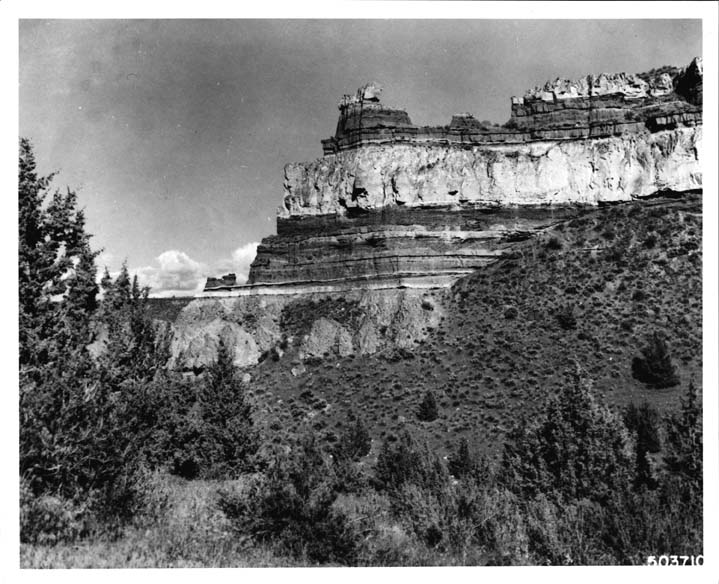
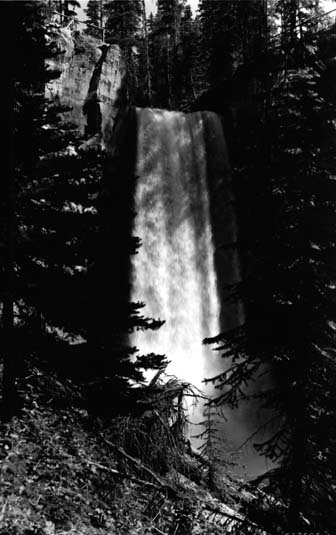